# Petit Murin
Myotis blythii
Espèce
Statut de conservation UICN

NT : Quasi menacé
Le Petit Murin (Myotis blythii) est une espèce de murins, des chauves-souris du genre Myotis et de la famille des Vespertilionidae.

## Description
Le Petit Murin est l'une des plus grandes chauves-souris d'Europe. Le pelage est gris-brun sur le dos, blanc pur à jaunâtre sur le ventre. Le museau et les oreilles sont caramel clair à rosé. Il est quasi identique au Grand Murin, une clé de détermination est nécessaire pour les différencier. Il est également très semblable au Murin du Maghreb présent uniquement en Corse, mais les aires géographiques ne se chevauchent pas.
- Longueur tête-corps : 6.2 - 8.4 cm
- Longueur de la queue : 5.3 - 5.9 cm
- Longueur de avant-bras : 5.05 - 6.7 cm
- Envergure : 35 - 45 cm
- Poids : 15 - 45 g
- Dentition : 38 dents (10 incisives, 4 canines, 12 prémolaires, 12 molaires)
- Echolocation : entre 20 et 25 kHz

## Répartition
Cette chauve-souris a une distribution qui s’étend du sud de l’Europe, en passant par la Turquie, l'Iran, jusqu’au nord de l’Inde. En France, l’espèce est principalement présente en région méditerranéenne, sa limite nord de distribution s’étend des Charentes-Maritimes au Jura.
Vers le Nord peu répandu au-delà du lac de Constance. Présences dans le Sud de l'Allemagne.

## Mœurs et habitat
Il fréquente les paysages ouverts soumis à un climat chaud : pâtures, prairies, steppes, paysages agricoles extensifs, milieux boisés, garrigues. Régions relativement chaudes avec bosquets dispersés, régions karstiques, steppes sèches, parcs et zones faiblement peuplées. Ses milieux de prédilection sont les steppes herbacées comme les milieux prairiaux, il évite les milieux trop fermés et les massifs forestiers. Peut aussi former des colonies avec les Grands murins.
Il chasse à quelques kilomètres, voire quelques dizaines de kilomètres de son gîte, qu'il quitte en général une demi-heure après le coucher du soleil. Quartiers d'été dans des grottes ou des combles chaudes.
Son régime alimentaire est principalement constitué d'Orthoptères, surtout des sauterelles et des grillons, mais aussi de Tipulidés, de Coléoptères, voire de Mantes. Le Petit murin sort chasser avant la tombée de la nuit ou dans l'obscurité. Sa technique de chasse consiste à repérer et à capturer ses proies au sol grâce à un vol stationnaire. Son vol est lent mais apparemment plus précis que celui du Grand murin.
Pour l'hibernation, il est cavernicole, préférant les gîtes souterrains frais et humides, dans lesquels il forme des essaims de plusieurs centaines d'individus. En été, les colonies de parturition s'installent dans les charpentes (au Nord de son aire de distribution) ou dans les grottes et cavités naturelles diverses (au Sud). Les colonies comptent habituellement de 50 à 500 femelles, le plus souvent en mixité avec d'autres espèces comme le Grand Murin.
Les naissances ont lieu de mi-juin à mi-juillet, il n'y a pas de cas de gémellité connu. Les juvéniles sont aptes au vol un mois après la naissance. Les accouplements débutent en août, les mâles forment des harems de quelques femelles.
L'espèce est considérée comme sédentaire. La longévité maximale connue est de 33 ans et l'espérance de vie moyenne se situe entre 14 et 16 ans.

## Biologie

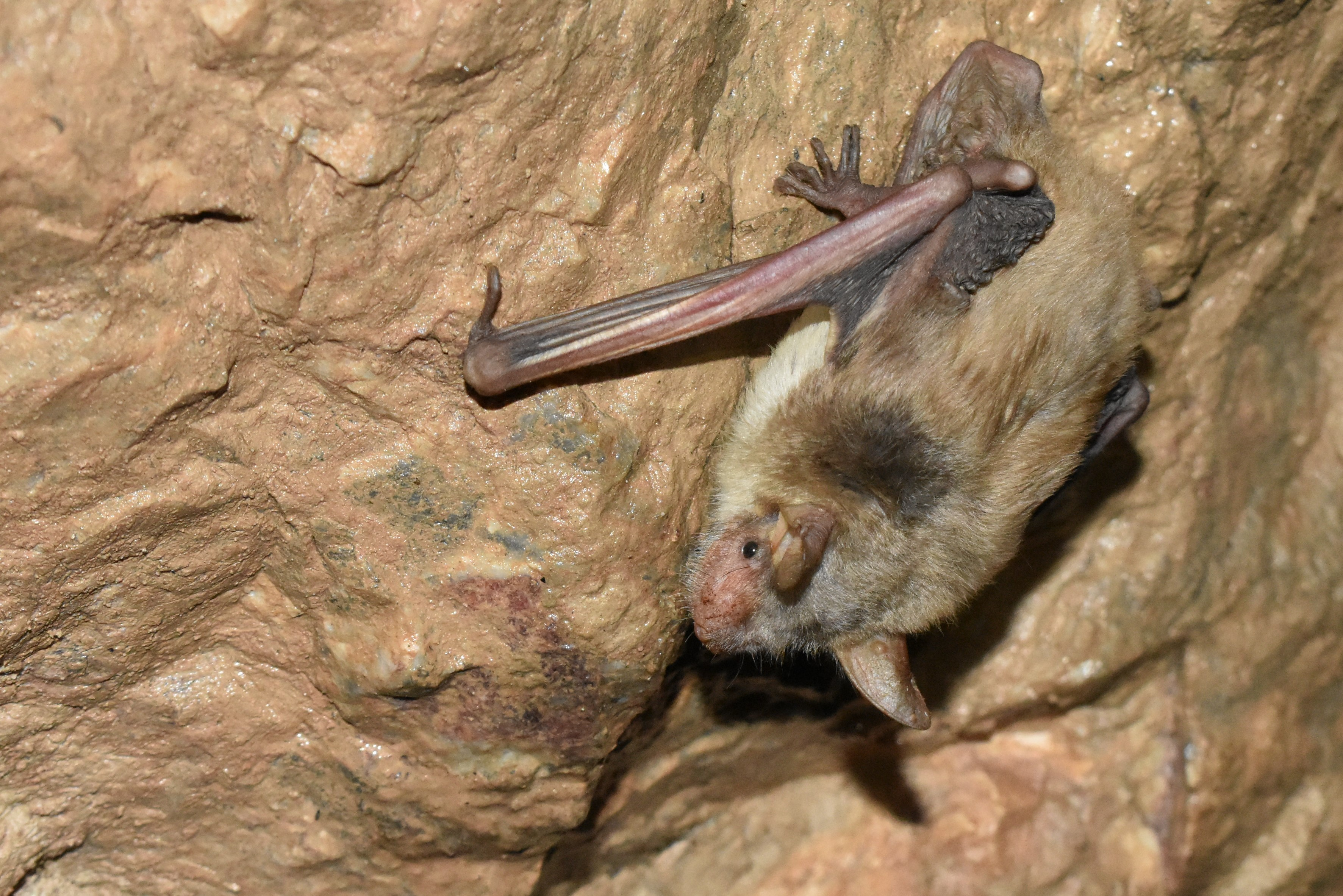
Petit murin dans une grotte

C'est une espèce de chauve-souris présente en Europe méditerranéenne et au Moyen-Orient Elle n'est active que la nuit, fréquente des lieux boisés mais présentant des espaces dégagés à proximité de lieux pour s'abriter, grands édifices ou grottes. Elle n'est active que par temps doux. S'associe souvent au grand murin pour former de grosses colonies.
De biologie comparable au grand murin, elle est comme son nom l'indique un peu plus petite. En France elle ne se rencontre que dans les régions méditerranéennes, la vallée du Rhône et remonte au nord jusqu'en Franche Comté.

## Le petit murin et l'homme

### Menaces
Le petit murin est sensible à la pollution. Dans le Sud de l'Espagne, les colonies sont perturbées par la pollution sonore lors des constructions. En Andalousie, le nombre de petits murins est passé de 30 000 à 14 000 entre 1994 et 2002. Certains éleveurs de Syrie et de Turquie mettent leur bétail dans les grottes. Ils allument parfois un feu, ce qui peut perturber les chauves-souris présentes dans la grotte.

#### Conservation
Le petit murin est protégé dans presque toute l'Europe par la convention de Berne et de Bonn.
En France, l'espèce est intégralement protégée par l'arrêté du 23 avril 2007 fixant la liste des mammifères terrestres protégés sur l'ensemble du territoire et les modalités de leur protection.
Dans certains pays, les grottes sont fermées pour que les chauves-souris ne soient pas dérangées.